# Bruno Hempel
Bruno Hempel (* 20. Dezember 1876 in Rabenau; † 3. April 1937 in Celle) war ein deutscher Politiker (SPD).

## Leben
Hempel wurde als Sohn eines Böttchermeisters geboren. Nach dem Besuch der Volksschule absolvierte er eine Tischlerlehre. Im Anschluss arbeitete er bis 1919 als Tischler und Stuhlbauer. Von 1919 bis 1926 war er als Arbeitsvermittler beim Arbeitsamt in Celle angestellt. Von 1926 bis 1933 war er als Geschäftsführer für die Celler Volkszeitung tätig.
Hempel, der sich der SPD angeschlossen hatte, war Stadtverordneter in Celle. 1921 wurde er Mitglied des Bürgervorsteherkollegiums und 1929 ehrenamtlicher Senator. Vom 5. Januar 1920 bis 1921 war er als Nachrücker Mitglied der Verfassunggebenden Preußischen Landesversammlung. Im Februar 1921 wurde er als Abgeordneter in den Preußischen Landtag gewählt, dem er bis 1924 angehörte. Im Parlament vertrat er den Wahlkreis 15 (Ost-Hannover).
Nach der Machtübernahme der Nationalsozialisten wurde er im Juni 1933 aus dem Celler Stadtrat ausgeschlossen und als Senator abgesetzt.